# Famous Blue Raincoat
Famous Blue Raincoat (hr. Poznati kišni mantil) skladba je koju je napisao kantautor i književnik Leonard Cohen. Nalazi se kao šesta pjesma na njegovom trećem albumu iz 1971. Songs of Love and Hate. Pjesma je napisana u obliku pisma. Tekst pjesme govori o ljubavnom trokutu, između pisca, žene koja se zove Jane, i muškarca koji se samo spominje kao "my brother, my killer", (hr. moj brat, moj ubojica).

## Pozadina
Tekst pjesme referira na njemačku ljubavnu pjesmu "Lili Marlene," na scijentologiju, i na Clinton Street. Cohen je živio 1970-ih na Clinton Streetu na Manhattanu kada je to bila živopisna latino-četvrt.
Cohen je rekao 1994. "da je to bila pjesma s kojom nisam nikada bio zadovoljan". U knjizi, The Complete Guide to the Music of Leonard Cohen objavljenoj 1999., pisci su komentirali Cohenovo pitanje u pjesmi, "Did you ever go clear?", kao referencu na scijentologiju.
Leonard Cohen je u tekstovima za album The Best of Leonard Cohen, objavljenom 1975. i koja je sadržavala tu pjesmu, spomenuo da je "famous blue raincoat" pripadao njemu, a ne nekoj drugoj osobi:
Ron Cornelius je svirao gitaru na albumu Songs of Love and Hate i bio vođa Cohenovog sastava nekoliko godina. On je izjavio Songfactsu: "Svirali smo tu pjesmu puno prije nego što je snimljena. Znali smo da će bito poznata. Mogli smo vidjeti što je publika radila — sviraš u Royal Albert Hallu, gomila poludi, a ti zbilja kažeš nešto jako tu. Ako bih morao izabrati omiljenu pjesmu s tog albuma, vjerojatno bi to bila 'Famous Blue Raincoat.'"

## Cover inačice
"Famous Blue Raincoat" su obrađivali i brojni drugi pjevači a poznata je i obrada od Tori Amos. Jennifer Warnes je posudila ime pjesme za svoj album na kojima pjeva razne inačice Cohenovih pjesama.